# Schizorhamphus bilamellatus
Schizorhamphus bilamellatus — вид кумових ракоподібних родини Pseudocumatidae. Рачок поширений у Каспійському морі та досить далеко заходить у річку Волга.